# Guntram Blaser
 Guntram Blaser (* 15. Oktober 1934 in Schussenried; † 25. Juli 2021 in Ravensburg) war ein deutscher Politiker (CDU) in 
Baden-Württemberg und Landrat des Landkreises Ravensburg.
Er studierte Rechtswissenschaften an der Eberhard Karls Universität Tübingen. 1962 wurde er an der Ludwig-Maximilians-Universität München mit der Arbeit Rechtsakt und Gnadenakt im modernen Rechtsstaat zum Dr. iur. promoviert. 1954 wurde er Mitglied der katholischen Studentenverbindung AV Cheruskia Tübingen im CV.  Von 1978 bis 1999 war er Landrat des Landkreises Ravensburg. Sein besonderes Anliegen in dieser Funktion war die Förderung von Kultur und Naturschutz. 1996 gehörte er zu den Mitgründern der „Gesellschaft Oberschwaben für Geschichte und Kultur“. Ihm folgte Kurt Widmaier als Landrat nach.
Blaser war bis zum 14. Juli 1999 Mitglied des Aufsichtsrates der EnBW Energie Baden-Württemberg, dessen AR-Vorsitzender bis 6. Mai 1999. In seiner Funktion als Landrat war er bis 31. Oktober 1999 auch Vorsitzender des Verwaltungsrats des Zweckverbands Oberschwäbische Elektrizitätswerke (OEW) und Vorsitzender des Verwaltungsrats der Kreissparkasse Ravensburg. Zudem war er Verwaltungsratsmitglied der Landesbank Baden-Württemberg und Aufsichtsratsvorsitzender der Oberschwaben Klinik gGmbH in Ravensburg. Blaser war Mitglied des Stiftungsrates der Ravensburger AG.
Er starb im Juli 2021 im Alter von 86 Jahren nach schwerer Krankheit.